# آینه و مرداب
آینه و مرداب فیلمی به کارگردانی فیروز زنوزی جلالی و نویسندگی فیروز زنوزی جلالی، مسعود کرامتی ساختهٔ سال ۱۳۷۴ است.

## بازیگران
- محمدرضا فتحی
- راحله رضایی پور
- محمدابراهیم برف پوش
- محمد کدخدایی